# (217603) Grove Creek
(217603) Grove Creek est un astéroïde de la ceinture principale.

## Description
(217603) Grove Creek est un astéroïde de la ceinture principale. Il fut découvert le 9 mai 2008 à l'observatoire Grove Creek par Fabrizio Tozzi. Il présente une orbite caractérisée par un demi-grand axe de 3,13 UA, une excentricité de 0,12 et une inclinaison de 16,3° par rapport à l'écliptique.

## Compléments